# Empire (chanson de Shakira)
Cet article concerne la chanson de Shakira. Pour la chanson de Kasabian, voir Empire.
Pour les articles homonymes, voir Empire (homonymie).
Singles de Shakira
Can't Remember to Forget You
(2014)
Empire est une chanson de la chanteuse colombienne Shakira. C'est le deuxième single de son album, sorti en mars 2014.

## Classement
| Classement (2014)                       | Meilleure position |
| --------------------------------------- | ------------------ |
| Belgique (Wallonie Ultratop 50 Singles) | 15                 |
| Canada (Hot 100)                        | 94                 |
| Écosse (OCC)                            | 21                 |
| Espagne (Promusicae)                    | 29                 |
| États-Unis (Hot 100)                    | 58                 |
| États-Unis (Pop Airplay)                | 40                 |
| France (SNEP)                           | 82                 |
| Irlande (IRMA)                          | 60                 |
| Royaume-Uni (UK Singles Chart)          | 25                 |
| Slovaquie (IFPI Rádio)                  | 55                 |